# باسيانوس
باسيانوس هو نبيل روماني وعضو في مجلس الشيوخ. زوجه قسطنطين من أخته الغير الشقيقة الصغرى أناستاسيا في سنة 314. أراد باسيانوس أن يمنحه قسطنطين رتبة القيصر، إلا انه رفض ذلك، ليقوم بالتخطيط مع الإمبراطور ليسينيوس من خلال سينيكيو لأجل الانقلاب على قسطنطين. تم كشف مؤامرته وتم إعدامه في سنة 316 بتهمة الخيانة.